# Jastreb (distrikt)
Jastreb (bulgariska: Ястреб) är ett distrikt i Bulgarien.   Det ligger i kommunen Obsjtina Kărdzjali och regionen Kărdzjali, i den centrala delen av landet, 200 km sydost om huvudstaden Sofia.